# Jonas Baumann (Kletterer)

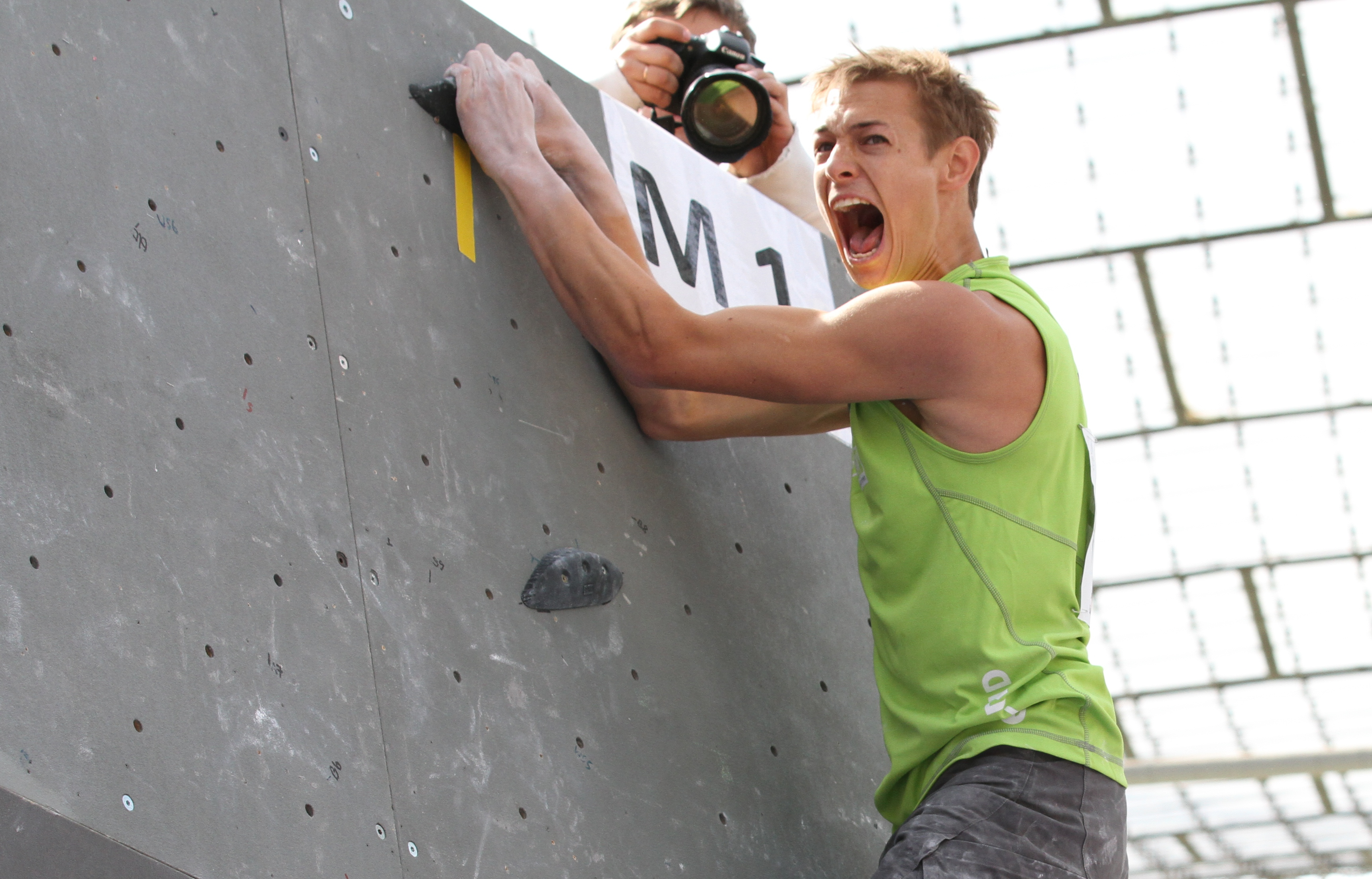
Jonas Baumann im Halbfinale des Boulder Worldcup 2012 im Münchner Olympiastadion

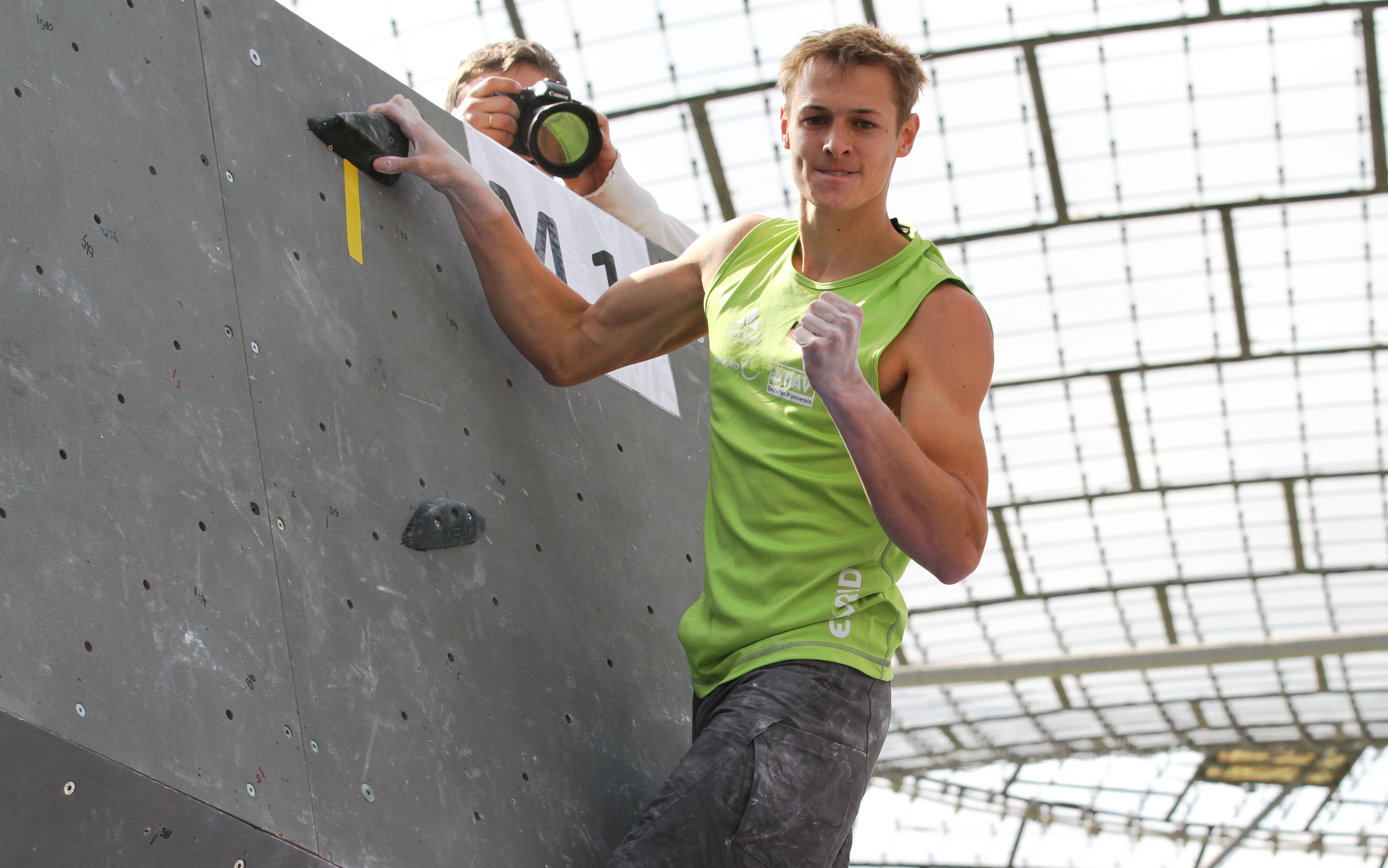
Boulder Worldcup 2012

Jonas Baumann (* 2. September 1986 in Dortmund) ist ein deutscher Sportkletterer, der vor allem im Bouldern erfolgreich war.

## Sportliche Karriere
Seinen ersten Deutschen Meistertitel erlangte Baumann 2001 in Coburg im Schwierigkeitsklettern der Jugend B. 2005 und 2006 wurde er Deutscher Meister im Speedklettern. 2006 begann er an, sich auch auf internationaler Ebene auf das Bouldern zu spezialisieren, gewann im selben Jahr die Deutsche Bouldermeisterschaft und sammelte erste Erfahrungen im Weltcup. Im Jahr darauf belegte er bei einem Heimweltcup in Erlangen den 3. Platz – sein bis dato größter sportlicher Erfolg. 2008 etablierte er sich weiter an der Boulderweltspitze und gewann schließlich 2009 seinen ersten Weltcup in Vail (USA). Ebenfalls in diesem Jahr belegte er den zweiten Platz beim Rockmaster in Arco (ITA). Im Gesamtweltcup erreichte er 2009 den 5. Rang.
2010 hatte eine Schulterverletzung, musste die Weltcup-Saison vorzeitig abbrechen und drei Monate pausieren. Nach einer gut verlaufenen Heilung ging er 2011 wieder auf internationaler Ebene an den Start. 2011 erreichte er bei drei Worldcups das Halbfinale und wurde beim Worldcup in Vail Dritter. 2012 erreichte er viermal das Halbfinale und schloss seine bislang beste Saison auf Platz neun der Weltrangliste ab. Baumann nahm bis 2014 am Weltcup teil, 2015 trat er nur noch beim Heimweltcup in München an. Er wurde 2014 als Mitglied in die Athletenkommission der International Federation of Sport Climbing (IFSC) gewählt und vertrat darin die Disziplin Bouldern. Nach der Saison 2015 zog er sich vom Wettkampfsport zurück.
Er absolvierte eine Ausbildung zum Trainer B Wettkampfklettern und ist ausgebildeter nationaler Routenschrauber sowie Schiedsrichter.

## Schule und Studium
Baumann zeigte auch außerhalb des Sportkletterns weitreichendes Interesse. Von 2003 bis 2007 nahm er viermal an Jugend forscht teil. 2005 beispielsweise entwickelte er ein Gerät, welches es blinden und sehbehinderten Menschen ermöglicht Normalschrift zu lesen. 2007 entwickelte er ein Testverfahren zur Untersuchung von Raumluft auf Formaldehyd. Damit gewann er nicht nur den Jugend forscht-Regionalwettbewerb, sondern bekam auch mehrere Sonderpreise und es wurde ihm eine Forschungspatenschaft mit dem Alfred-Wegener-Institut in Bremerhaven verliehen.
Er studierte Wirtschaftsingenieurwesen und schloss mit dem Master of Science ab. Seit 2014 promoviert er am Institut für Spanende Fertigung der TU Dortmund.

## Sporterfolge

### Bouldern
- 3. Platz Boulderweltcup Vail (USA) 2011[3]
- 1. Platz Boulderweltcup Vail (USA) 2009
- 2. Platz Rockmaster Arco (ITA) 2009
- 5. Platz Boulder Gesamt-Weltcup 2009
- 3. Platz Boulder-Weltcup Erlangen 2007
- Deutscher Bouldermeister 2006

### Speed
- Deutscher Speedmeister 2005, 2006 und 2009
- 5. Platz Speed-Weltcup Dresden 2006

### Lead
- Deutscher Jugendmeister (Jugend B) 2001 Coburg